# Liga Antidifamación
La Liga Antidifamación (Anti-Defamation League o ADL en inglés) es una organización judía fundada por la organización B'nai B'rith ("Hijos de la Alianza" en español) en los Estados Unidos, la cual alega que su objetivo es «mediante apelación a la razón y la conciencia y si es necesario a la ley, detener la difamación del pueblo judío».[cita requerida] Está dirigida por Jonathan Greenblatt.
La sede de la ADL se encuentra en Murray Hill, en el distrito neoyorquino de Manhattan. La ADL tiene 25 oficinas regionales en Estados Unidos, incluida una Oficina de Relaciones Gubernamentales en Washington D. C., así como una oficina en Israel y personal en Europa. La ADL declaró en 2019 unos ingresos totales de 92 millones de dólares, la gran mayoría procedentes de contribuciones y subvenciones. Sus ingresos operativos totales ascienden a 80,9 millones de dólares.
En una de sus primeras campañas, la ADL y grupos aliados presionaron al fabricante de automóviles Henry Ford, quien había publicado propaganda virulentamente antisemita. En la década de 1930, la ADL colaboró con el Comité Judío Estadounidense (AJC) para oponerse a la actividad pronazi en Estados Unidos. Se opuso al macartismo durante la Guerra Fría e hizo campaña a favor de una importante legislación sobre derechos civiles en la década de 1960. En la década de 1980, participó en propaganda contra Nelson Mandela de Sudáfrica antes de reivindicarlo en la década siguiente. La ADL no reconoció el genocidio armenio hasta 2007, calificándolo en cambio de "masacre" y "atrocidad" en años anteriores.
Como grupo pro-Israel, la ADL ha recibido críticas, incluso de miembros de su propio personal, de que su defensa de Israel y la promoción del concepto de nuevo antisemitismo, que incluye al antisionismo y cualquier crítica de las acciones del Estado de Israel, sustituyeron la lucha histórica de la organización contra el antisemitismo en sí.

## Objetivos
La Liga Antidifamación es una organización que ha investigado el fenómeno del neofascismo a nivel mundial y tiene como uno de sus objetivos primordiales evitar el antisemitismo. Se define a sí misma como una organización que lucha contra el antisemitismo, defiende los ideales democráticos y combate todas las formas de intolerancia, promoviendo incluso los derechos de la comunidad homosexual. La Liga protege los derechos civiles para todos, cualquier tipo de extranjero o inmigrante o refugiado, y lo hace a través de la información, la educación y la promoción de la tolerancia.
La Liga nació como una respuesta al creciente antisemitismo que había a principios del siglo XX, cuando fue fundada en 1913 para defender a Leo Frank, un magnate judío acusado de asesinar a una niña.
Se trata de una antigua organización dedicada a luchar contra los delitos de odio racial en general, haciendo particular hincapié en el antisemitismo.
En la década 1940, la Liga expandió su misión para incluir la defensa de los derechos civiles de todo ciudadano estadounidense independientemente de su color de piel o religión, trabajando como líder en un amplio movimiento social y político que se dio en esa década mediante una campaña decidida a eliminar todas las formas de discriminación y los prejuicios de la sociedad estadounidense. La Liga jugó un papel clave en el establecimiento y el funcionamiento tanto del Consejo de la Unidad y como de la Liga Urbana de Denver. Estas organizaciones promovían los derechos civiles en Denver mediante el empleo de personal profesional rentado, en vez de voluntarios ad honorem, para investigar y documentar el impacto de las conductas discriminatorias en la sociedad de Estados Unidos. Tanto el Consejo de Unidad como la Liga Urbana y la Liga Antidifamación empleaban estrategias de marketing en campañas publicitarias diseñadas para educar al público sobre la realidad y el peligro de la intolerancia y la discriminación. También apoyaron las iniciativas legislativas antidiscriminatorias y pro derechos civiles para todos por igual.
Durante la década 1950 y la década 1960, la ADL presionó para la aprobación de la legislación de derechos civiles y contra la discriminación de las minorías en los Estados Unidos. Esta legislación beneficiaba no solo a las minorías religiosas, como los judíos, sino también a las minorías raciales y otros grupos que eran discriminados en ese país.
La Liga militó activamente a favor del Voting Rights Act de 1965 y de los Civil Rights Acts de 1964 y 1968.
En 1996, como respuesta a los ataques sistemáticos contra  iglesias de comunidades negras en el Sur de los Estados Unidos que eran víctimas de incendios provocados, la ADL lanzó una campaña para proporcionar fondos para ayudar a reconstruir las iglesias. Como consecuencia de dichos incendios provocados, el Ku Klux Klan fue condenado a pagar 38 millones de dólares por los daños causados.
En 1999, preocupada por la limpieza étnica que estaba teniendo lugar en Kosovo, la ADL fundó el Fondo para los refugiados de Kosovo, con una donación de más de  800.000 dólares para la asistencia directa a las víctimas del racismo y la guerra.
La Liga está atenta a cualquier caso de discriminación, como por ejemplo, el caso de James Ballesteros, un camarero estadounidense de origen mexicano que fue atacado por tres miembros la organización de defensa de la supremacía blanca, Alianza Nacional, quienes fueron condenados el 20 de abril de 2007.
En el siglo XXI se dedica a monitorear los sitios en internet que defienden la supremacía blanca y a promover la libertad, la justicia social y la igualdad para todos los ciudadanos por igual.
La Liga tiene un presupuesto de 40 millones de dólares, cuenta con 29 oficinas en los Estados Unidos y tres oficinas en el resto del mundo. Sus oficinas centrales están ubicadas en Nueva York. En 2008 presentó el proyecto de ley HB 1080, que propone que ninguna entidad religiosa que reciba asistencia del Estado pueda discriminar por razones de religión y/o orientación sexual al contratar empleados.

## Difamación
Un jurado determinó en 2000 que la Liga difamó a un matrimonio de Colorado, acusándolos falsamente de antisemitismo; la Liga fue condenada a pagar $10,5 millones a sus víctimas.  La Liga recurrió la condena, pero finalmente pagó $12,2 millones en 2004.

## Dictámenes
En 2023, la Liga Antidifamación, por medio de un vocero, se pronunció sobre el uso de algunos símbolos nazis, en particular, del totenkopf: es «imposible hacer inferencias sobre quien ostente el símbolo».

## Críticas
La Liga Antidifamación ha sido criticada por Noam Chomsky, quien la ha señalado como uno de los pilares de la propaganda israelí del Lobby sionista en los Estados Unidos que, según Chomsky, califica toda crítica al Estado de Israel como antisemitismo. El periodista Mark Arax ha señalado que la organización no reconocía el genocidio armenio, mientras que el periodista Michael Powell, afirmó en una columna del Washington Post, que ha acusado repetidamente y sin fundamento al politólogo Norman Finkelstein de ser un negacionista del holocausto.
Desde 2018, la liga ha sido acusada por diversos medios de generar alarma por presentar estadísticas que sobrestiman el número de ataques antisemitas en Estados Unidos.